# Ferenc Sidó
Ferenc Sidó (ur. 18 kwietnia 1923 w Vagpata, zm. 6 lutego 1998 w Budapeszcie) – węgierski tenisista stołowy, dziewięciokrotny mistrz świata, trzykrotny mistrz Europy.
26-krotnie zdobywał medale mistrzostw świata. Był czterokrotnym mistrzem świata w grze mieszanej, dwukrotnie w grze podwójnej i drużynowo, a jeden raz w 1953 w Bukareszcie triumfował indywidualnie.
Dwukrotnie startował w mistrzostwach Europy zdobywając cztery medale. Dwukrotnie (1958, 1960) zwyciężył w turnieju drużynowym, raz w grze podwójnej.
W latach 1941–1961 był 24-krotnym mistrzem Węgier (pięciokrotnie w grze pojedynczej - 1947, 1948, 1951, 1953, 1954).